# Zilner Randolph
Ziner Trenton Randolph (Dermott, 28 januari 1899 - Chicago, 2 februari 1994) was een Amerikaanse jazz-trompettist, arrangeur en educator.
Randolph studeerde aan verschillende conservatoria, waarna hij speelde in enkele territory-bands, waaronder die van Bernie Young (1927-1931). In 1931 vertrok hij naar Chicago, waar hij in de periode maart 1931-maart 1932 (en ook enige tijd in 1933 en 1935) als musical director actief was voor Louis Armstrong. Hij speelde mee op verschillende opnames van Armstrong en componeerde het nummer "Old Man Mose". In het midden van de jaren dertig speelde hij bij Carroll Dickerson en Dave Peyton, daarna leidde hij een eigen band. Hij arrangeerde voor onder meer Earl Hines, Woody Herman, Fletcher Henderson en Duke Ellington en had in de jaren veertig een kwartet. Na de jaren veertig gaf hij voornamelijk les. In de jaren vijftig leidde hij regelmatig de huisband in Indiana Theater.
Twee kinderen van Randolph, zoon Lucious en dochter Hattie, waren ook actief in de jazz. Beiden hebben gewerkt met Sun Ra.

## Voetnoot
1. ↑  Op sommige plaatopnames wordt zijn naam vermeld als Zilmer Randolph.

- Bibsys: 1055026
- Biblioteca Nacional de España: XX6532921
- Bibliothèque nationale de France: cb139439632 (data)
- Gemeinsame Normdatei: 122953766X
- International Standard Name Identifier: 0000 0000 3412 9962
- Library of Congress Control Number: n89610805
- MusicBrainz: 6bbe7be0-8aca-4c68-8402-e49a22418043
- Istituto Centrale per il Catalogo Unico: DDSV008758
- Virtual International Authority File: 64196441
- WorldCat: E39PBJrC99F4hTfBtfJW9CdWjC